# Miðfell (berg i Island, Austurland, lat 65,39, long -13,96)
Miðfell är ett berg i republiken Island. Det ligger i regionen Austurland, 400 km öster om huvudstaden Reykjavík. Toppen på Miðfell är 1 034 meter över havet, eller 187 meter över den omgivande terrängen. Bredden vid basen är 2,5 km.
Trakten runt Miðfell är nära nog obefolkad, med mindre än två invånare per kvadratkilometer. Närmaste större samhälle är Seyðisfjörður, omkring 32 kilometer sydost om Miðfell. Trakten runt Miðfell består i huvudsak av gräsmarker.